# محکومین (مجموعه تلویزیونی ۱۳۹۶)
محکومین نام یک مجموعه تلویزیونی ایرانی به تهیه‌کنندگی بهروز مفید و کارگردانی حسین قناعت و سیدجمال سیدحاتمی و نویسندگی مجید اسماعیلی و امیرمحمد عبدی است که در سال ۱۳۹۶ تولید شده است. ۲۲ قسمت از این سریال اپیزودیک توسط سیدجمال سید حاتمی و ۸ قسمت دیگر توسط حسین قناعت کارگردانی شده است. موسیقی این مجموعه ساخته مسعود سخاوت‌دوست و خواننده تیتراژ آن سالار عقیلی است. این سریال در۳۰ قسمت ۴۵ دقیقه ای در زمستان ۹۶ و فصل دوم با عنوان سرگذشت در زمستان ۹۸ به روی آنتن شبکه یک رفت

## خلاصه داستان
در موضوع مجازات جایگزین، به افرادی که سهوی مرتکب جرم کوچکی می‌شوند که با ندامت، دیگر نیت تکرار آن را نداشته باشند، فرصتی داده می‌شود تا به جای سپری کردن دوران محکومت خود در زندان، مجازات‌های جایگزینی را که شامل یک فعالیت اجتماعی می‌شود به انجام برسانند…

## بازیگران به ترتیب حروف الفبا
- بهرام ابراهیمی
- فرشاد احمدزاده
- لاله اسکندری
- سپند امیرسلیمانی
- علی انصاریان
- پژمان بازغی
- عنایت‌الله بخشی
- بیژن بنفشه‌خواه
- کامران تفتی
- آتش تقی‌پور
- سهند جاهدی
- محمد حاتمی
- سپیده خداوردی
- جعفر دهقان
- لیلا زارع
- امیرمحمد زند
- مریم سعادت
- نیما شاهرخ‌شاهی
- ملیکا شریفی‌نیا
- امیرحسین صدیق
- مهرداد ضیایی
- شبنم قلیخانی
- امیر کاظمی
- شهرزاد کمال‌زاده
- مریم کاویانی
- مسعود کرامتی
- سیروس گرجستانی
- محمد رضا صابری موحد
- بهادر مالکی
- آشا محرابی
- حسین محجوب
- نگین معتضدی
- حمیده مقدسی
- میلیشیا مهدی‌نژاد
- علی‌رام نورایی
- مائده گچ برزاده
- رسول نقوی

## نقد
سریال نگاهی انسانی و اصلاحگرانه به مسئله جرم و خلاف دارد. تصویری مثبت و امیدوارانه از ذات انسان را ارائه می‌کند و او را ترکیبی از خیر و شر می‌داند که می‌تواند بسته به موقعیت، رفتارهای متفاوتی بروز دهد. به محکومین به چشم یک انسان دارای مشکل نگاه می‌کند و به دنبال این است که برای رفع مشکل او باید کاری کرد. هدف اصلی سریال انتقال این مفهوم است که زندان راه حل نیست و باید به محکوم فرصت آغاز دوباره داد.
یکی از نقاط برجسته سریال استفاده بسیار خوب از نماهای نزدیک برای نمایش احساس کاراکترهاست که در زمان تلاطم‌ها و تحول‌های روحی و در سکوت انجام می‌شود. به عبارت دیگر توازن خوبی میان دیالوگ و سکوت وجود دارد که فرصتهایی را برای همدلی مخاطب ایجاد می‌کند. همان‌طور که اشاره شد، شخصیتها سیاه و سفید نیستند بلکه خاکستری و بسیار واقعی و ملموس‌اند.
سریال، دعوتی است برای بازگشت به ارزش‌ها و اخلاق انسانی در زندگی ماشینی و شئ وارگی انسان در جامعه مدرن. جامعه ای که هر فرد آنقدر در سیستم خشک و بیروح فردیت حل می‌شود که در نوعی حالت فراموشی فرومی‌رود و از عزیزان و همنوعان خود غافل می‌شود. کوششی است برای جستجوی لحظات ناب انسانی در برزخ بن‌بست روابط بشری و تکانی است برای روانهای یخ زده در روزمرگی برای ایجاد نگاهی نو و دقیق تر به اطرافمان و کسانی که دوستشان داریم.

## عوامل
محمدرضا سکوت تصویربردار، علی جودی دستیار یک و برنامه‌ریز، حمیده مقدسی انتخاب بازیگر، طلا معتضدی، حسین قناعت، محمد عبدی نویسنده، مرتضی پورحیدری طراح صحنه و لباس، علیرضا نیازی صدابردار، احسان روناسی گریمور، مسعود مهدوی مدیر تولید، سارا مطلق منشی صحنه